# Vicentico
Vicentico, de son vrai nom Gabriel Julio Fernández Capello (né le 24 juillet 1964 à Buenos Aires), est un chanteur et compositeur argentin, ancien membre du groupe Los Fabulosos Cadillacs.

## Biographie
Gabriel Julio Fernández Capello est né le 24 juillet 1964 à Buenos Aires, fils d'Adelaida Mangani et de Manuel Fernández Capello. Comme il raconte dans une interview pour le magazine Gatopardo en septembre 2014, il grandit dans une atmosphère de doutes sur sa paternité, une situation que sa mère n'a pas ouvertement abordée.
Il est devient membre du groupe Los Fabulosos Cadillacs à sa création en 1984.
Le 22 septembre 2013, et quelques jours avant son concert au Teatro Gran Rex de Buenos Aires, Vicentico est récompensé aux Latin Grammy Awards 2013 lorsqu'il gagne dans la catégorie « Meilleure chanson rock » pour Creo que me enamoré, le premier single de son album studio, Vicentico 5. En 2015, il sort son sixième album studio, Último acto, qui comprend des chansons inédites, des reprises et des reprises de ses propres chansons. L'album produit par Cachorro López est composé de 18 titres et comporte des collaborations avec l'Américain Willie Nelson, le groupe mexicain Intocable et le duo jamaïcain Sly and Robbie.
En octobre 2019, il publie le morceau Freak, en tant que premier single de son album, dont la sortie est initialement prévue pour 2020, mais finalement repoussée en 2021.

## Discographie

### Albums solo
- 2002 : Vicentico
- 2004 : Los rayos
- 2006 : Los pájaros
- 2010 : Sólo un momento
- 2011 : Solo un momento en vivo
- 2012 : Vicentico 5
- 2014 : Último acto
- 2021 : El pozo brillante

### Avec Los Fabulosos Cadillacs
- 1986 : Bares y fondas
- 1987 : Yo te avisé!!
- 1988 : El ritmo mundial
- 1989 : El satánico Dr. Cadillac
- 1990 : Volumen 5
- 1991 : Sopa de caracol
- 1992 : El León
- 1993 : Vasos Vacíos
- 1994 : En vivo en Buenos Aires
- 1995 : Rey azúcar
- 1997 : Fabulosos Calavera
- 1999 : La Marcha del Golazo Solitario
- 2001 : Hola
- 2001 : Chau
- 2008 : La luz del ritmo
- 2009 : El arte de la elegancia
- 2016 : La salvación de Solo y Juan
- 2017 : En Vivo en The Theater at Madison Square Garden

## Filmographie
- 1000 boomerangs (1995)
- Poliladron (1997)
- Silvia Prieto (1998)
- Historias de Argentina en vivo (2001)
- Los guantes mágicos (2003)
- Me casé con un boludo (2016)